# 위대한 황야 - 달에서의 걸음
위대한 황야 - 달에서의 걸음(Magnificent Desolation: Walking On The Moon 3D)은 미국에서 제작된 마크 코웬 감독의 2005년 다큐멘터리, 애니메이션 영화이다. 톰 행크스 등이 주연으로 출연하였고 마크 코웬 등이 제작에 참여하였다.

## 출연

### 주연
- 톰 행크스

### 조연
- 존 코베트
- 앤드류 허스만
- 브라이언 크랜스톤
- 아론 화이트
- 맷 데이먼
- 게리 허쉬버거
- 모건 프리먼
- 브랜디 블랙리지
- 스콧 글렌
- 릭 고메즈
- 콜린 행크스
- 프랭크 존 휴즈
- 팀 매더슨
- 매튜 맥커너히
- 닐 맥도프
- 폴 뉴먼
- 빌 팩스톤
- 배리 페퍼
- 케빈 폴락
- 게리 시나이즈
- 피터 스콜라리
- 존 트라볼타
- 도니 월버그
- 리타 윌슨

## 제작진
- Line PD: 닐 앨런
- 제작책임: 그렉 포스터
- 미술: 찰스 드와이트 리
- 배역: 크리스 버스타드